# 高麗橋入口

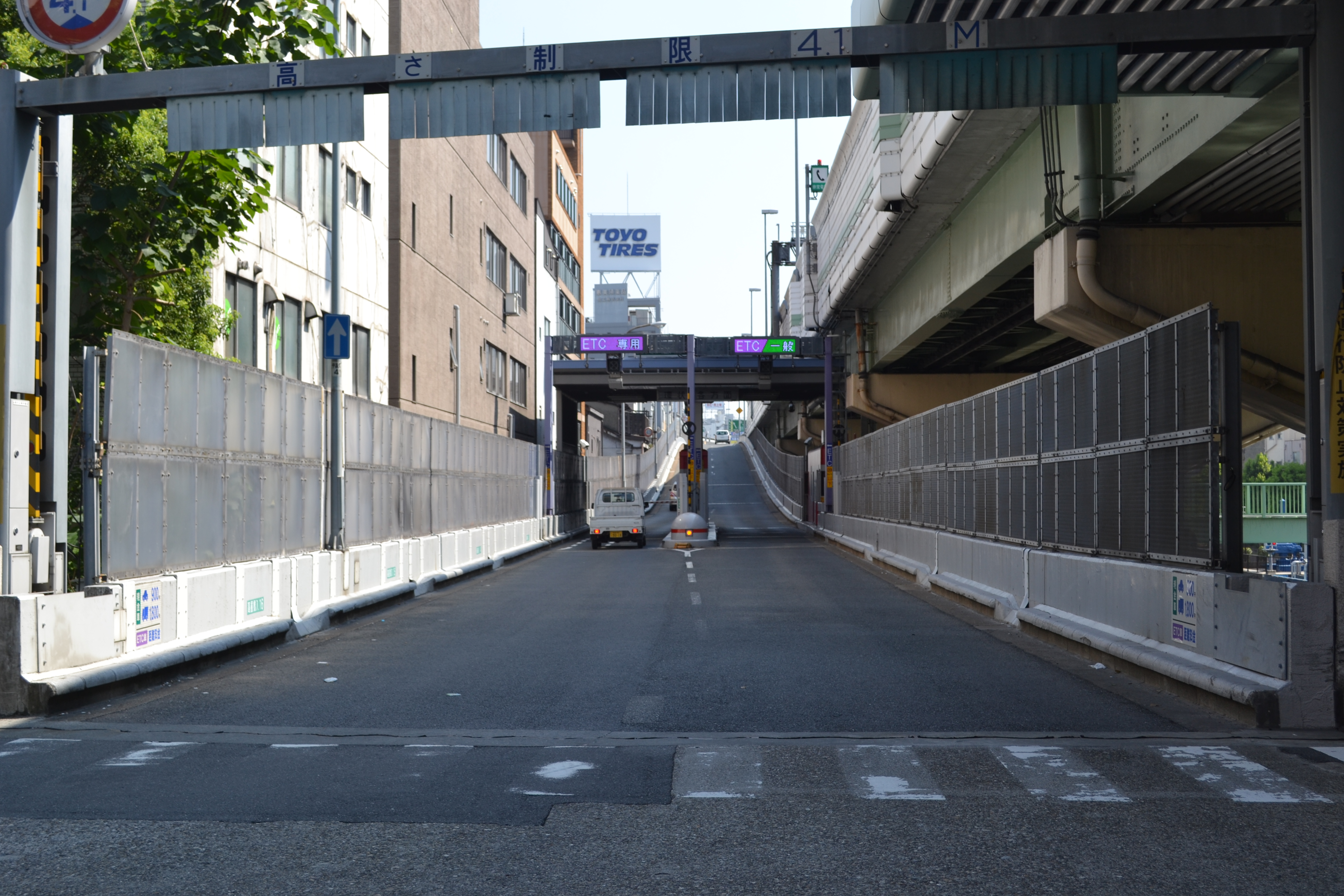
高麗橋入口

高麗橋入口（こうらいばしいりぐち）は、大阪府大阪市中央区にある、阪神高速道路1号環状線の入口。入口のみのハーフICで、ランプウェイは左端に接続している。
本線合流後250mほどで東船場JCTに至るため、16号大阪港線方面に向かう場合は大阪港線への分岐路が右端に接続していることから4車線ある環状線を左端から右端まで渡り切る必要がある。
東横堀川に架かる高麗橋の南東袂に設置された入口で、ひとつ上流側の橋である今橋の南東袂からも高麗橋入口へ南進する入路が設置されている。なお、今橋から入路を南進する際は、高麗橋通との交点にある信号に注意が必要である。

## 連絡する道路
- 土佐堀通
- 松屋町筋
- 堺筋

先述の通り、高麗橋入口への入路が高麗橋のみならず今橋にも設けられており、加えて、高麗橋通（大半の区間が西行き一方通行）・今橋通（大半の区間が東行き一方通行）とも高麗橋・今橋の橋上区間で一方通行が解除されるため、アクセスは良好である。

## 周辺
- 高麗橋
- 大林ビル
- 北浜駅
- 中之島

## 隣
阪神高速1号環状線
(1-06)北浜出口 - 天神橋JCT - (1-07)高麗橋入口 - (1-08)本町出口